# (1579) Herrick
(1579) Herrick ist ein Asteroid des Hauptgürtels, der am 30. September 1948 vom belgischen Astronomen Sylvain Julien Victor Arend in Ukkel entdeckt wurde. 
Benannt ist der Asteroid nach dem US-amerikanischen Astronomen und Mathematiker Samuel Herrick.